# Thomassique (ort)
Thomassique är en ort i Haiti.   Den ligger i departementet Centre, i den östra delen av landet, 80 km nordost om huvudstaden Port-au-Prince. Thomassique ligger 288 meter över havet och antalet invånare är 4 857.
Terrängen runt Thomassique är platt åt sydväst, men åt nordost är den kuperad. Runt Thomassique är det ganska tätbefolkat, med 139 invånare per kvadratkilometer. Thomassique är det största samhället i trakten. Trakten runt Thomassique består till största delen av jordbruksmark.